# Tracy-le-Val
Tracy-le-Val é uma comuna francesa na região administrativa de Altos da França, no departamento de Oise. Estende-se por uma área de 4.69 km². Em 2010 a comuna tinha 1 114 habitantes (densidade: 237,5 hab./km²).